# The Great Wife Hope
«The Great Wife Hope» (с англ. — «Надежда замечательной жены») — третий эпизод двадцать первого сезона мультсериала «Симпсоны». Премьера эпизода в Соединённых Штатах состоялась 11 октября 2009 года на телеканале Fox.
В эпизоде показано, как все мужчины Спрингфилда начинают проявлять интерес к боям без правил, чем тут же возмущается Мардж Симпсон. Она требует от организатора поединков завершить свою деятельность и тот соглашается при условии, что Мардж сразится с ним и одержит победу.
Сценарий эпизода написан Кэролайн Омайн, режиссёром стал Мэттью Фауднан. Экс-чемпион мира по боям без правил, Чак Лиддел, выступил в этом эпизоде в качестве приглашённой звезды, сыграв самого себя. В эпизоде также встречаются культурные отсылки на боевые искусства. В целом эпизод получил положительные отзывы критиков.

## Сюжет
Все мужчины Спрингфилда проявляют интерес к боям без правил, на один из которых Гомер берёт Барта. Под впечатлением от увиденного на арене Барт организовывает такие же поединки на заднем дворе Начальной школы Спрингфилда. Мардж видит один из таких поединков между Бартом и Нельсоном и понимает, что в этом спорте есть элементы насилия и жестокости. Она собирает команду вместе с другими женщинами Спрингфилда против боёв без правил. Во время одного из таких поединков Мардж решает выйти на арену и публично попросить отменить все бои. Чет Энглбрэд, создатель этого вида спорта, согласен уступить Мардж, но только при условии, что она сразится с ним и одержит победу.
Мардж начинает заниматься гимнастикой для того, чтобы войти в форму. Однако её семья считает, что этого не достаточно, и решает, что Мардж нужна профессиональная помощь (ведь в таком случае она будет инвалидом и будет писать на табличках о просьбе, а Гомер этого не поймет, так как он ничего не понимает). Карл советует Мардж обратиться к профессиональному боксёру Дредерику Татуму, а также единственному в Спрингфилде мастеру Карате и Джиу Джицу, Акире. Также Мардж занимается вольной борьбой с мистером Бёрнсом. После всей подготовки Мардж выходит на ринг против Энглбрэда, который, жульничая, тут же заваливает её. Барт хочет отомстить за мать и, срываясь со своего места, бежит на ринг к Энглбрэду, которому не составило труда одолеть и Барта. Мардж, увидев, что её сына обижают, бросается на обидчика и одерживает над ним победу. Закончив свою пламенную речь, приуроченную к собственной победе, Мардж понимает, что на трибунах не осталась ни одного человека, а все вышли на улицу, чтобы посмотреть, как дерутся два пьяных болельщика. Такая вот плата — если делаешь то, что спасет население от одержимости, нужно многое сделать. В самом конце Лиза и Барт решают выяснить между собой отношения на ринге (он настоял, что нужна проверка на соперничество на высшем уровне), где Лиза с удобного удара вырубает Барта.

## Производство
Сценарий эпизода написан Кэролайн Омайн, режиссёром стал Мэттью Фауднан. У сценаристов, работавших над этим эпизодом, по признаниям их самих, имеется огромный запас знаний в области боевых искусств, исходя из которых, они и включали в эпизод отсылки к тем или иным видам спорта. Экс-чемпион мира по боям без правил, Чак Лиддел, выступил в этом эпизоде в качестве приглашённой звезды, сыграв самого себя, подписывающего фотографии для болельщиков, в том числе и для Барта, стоимостью в 25 долларов. Лиддел отметил, что быть гостем ему было легко и все реплики за своего героя ему было легко произносить.

## Аудитория
Эпизод транслировался в воскресенье 11 октября 2009 года в прайм-тайм на американском телеканале сети FOX и имел рейтинг возрастных ограничений TV-PG-DLV (детям до 13 лет рекомендовано смотреть в присутствии родителей).
Во время премьерного показа в США этот эпизод посмотрело примерно 7,55 миллионов зрителей.
Эпизод получил положительную оценку телевизионных критиков. Журналист IGN.com Роберт Кэннинг дал эпизоду оценку 7.7/10 («хорошо»), объясняя это многочисленными удачными шутками на протяжении всего эпизода. Кэннинг также отметил, что, по его мнению, образ Чета Энглбрэда был не достаточно раскрыт, но, несмотря на это, в эпизоде есть множество других интересных моментов, ради которых его стоит смотреть. К ним Кэннинг отнёс Ральфа Виггама, которого использовали в качестве колокола во время поединка Нельсона и Барта, а также реплику Карла о том, что, если он чёрный, это не значит, что он знаком со всеми чёрными людьми на Земле. Центральным персонажем этой серии является Мардж.